# Helmut Pinter
August Helmut Pinter, född 6 december 1924 i Tofteryd i Småland, död 4 april 2017 i Enköping, var en tysk-svensk iktyolog, djurvårdare, lärare, fotograf och författare. Han var som förste djurvårdare ansvarig för Skansens aphus fram till sin pension 1984, och känd som en av Europas främsta akvarister och fiskodlare. Förutom ett stort antal bearbetade översättningar av djurlitteratur publicerade han själv under femtio års tid såväl artiklar som populärvetenskapliga böcker om skötsel och odling av akvariefiskar och papegojfåglar samt om hur man behandlar sjukdomar hos dessa djur.

## Biografi

### Uppväxt
Pinter föddes av tyska föräldrar 1924 i kyrkbyn i Tofteryds socken sydost om Skillingaryd, dit familjen flyttat på grund av mellankrigstidens arbetslöshet i Tyskland. 1927 flyttade familjen tillbaka till Tyskland, och Pinter växte upp i Wuppertal, och genomgick vid sexton års ålder en kurs i fiskodling i hemstaden, efter vilken han med ökat intresse och stor framgång odlade ett stort antal arter av akvariefiskar, fram till att han blev inkallad i tyska armen.

### Andra världskriget
Under andra världskriget blev han som krigsfånge i Ryssland skickad till Sibirien, men återvände 1947 till Wuppertal, efter två år på ett krigssjukhus i Moskva. Han återupptog fiskodlingen och blev snart internationellt känd i europeiska akvariekretsar. Pinter kontaktades då av den svenska grossisten och importören av akvariefisk Paul Jacobsson, som ägde Firma Akvarium på Ehrensvärdsgatan 4 på Kungsholmen i Stockholm och behövde en professionell fiskodlare. Efter krigsslutet uppstod en ökad efterfrågan på akvariefisk men import innebar en del problem.

### Sverige

#### Firma Akvarium
Vid 24 års ålder började han 1948 sin yrkeskarriär som professionell fiskodlare hos Jacobsson på Firma Akvarium men även som  författare. 1950 skrev han Die Fische  och sin första längre artikel om guldbarben i Tidskriften Akvariet, en art som då funnits i landet mindre än två år. Sannolikt var Pinter inspirerad av sin chef, som 1950 tillsammans med Gert Aurell och Nils Lindgren utgav Norstedts Akvariebok, Sveriges första "encyklopediska" akvariebok, i en tid när ett 80-tal lokala akvarieföreningar var anslutna till Sveriges Akvarieföreningars Riksförbund (SARF), vilken var ansvarig utgivare för Tidskriften Akvariet, som med redaktören Edvin Brorsson i spetsen varit svenska akvaristers främsta kunskapskälla sedan 1927. Nästa år skrev Pinter ytterligare sju artiklar i Tidskriften Akvariet, och var sedan en återkommande bidragare till såväl svenska "Akvariet" som tyska Deutsche Aquarien- und Terrarien-Zeitschrift (DATZ), och i engelska Tropical Fish Hobbyist (TFH).
Många av skribenterna i ”Akvariet” runt 1950 var, eller blev senare, forskare i den akademiska världen, och den Svenska Gambiaexpeditionen utgick från maj till november 1950 med deltagarna Alf Johnels, Björn Afzelius och Ragnar Olsson (som även var redaktör för Tidskriften Akvariet) från Zootomiska Institutet, alla tre zoologer vid Stockholms Högskola och när expeditionen kom hem, medföljde även på fartyget levande fiskar, varav minst två stycken, cirka tre år gamla, exemplar av arten Afrikansk lungfisk (Protopterus annectens) importerades till Sverige, beskrivet av en av expeditionsdeltagarna, zoologen Ragnar Olsson, i hans artikel ”En fisktransport från Afrika” i mars-numret av Tidskriften Akvariet, 1951. 
Dessa lungfiskar placerades tillfälligt under vintern 1950–1951 på Firma Akvarium, där de sköttes om av Helmut Pinter, och fotograferades av firmans ägare Paul Jacobsson för Ragnar Olssons artikel i "Akvariet", innan de flyttades till akvarierna på gamla Zootis Zoologiska institutionen, som då låg på Drottninggatan i Stockholm.En av lungfiskarna kom senare att kallas Lungkvist och levde ända fram till 2003 i Spånga akvarieförenings lokaler och ingår idag i Naturhistoriska riksmuseets forskningssamlingar. Lungkvist var 81 cm lång och vägde drygt 2 kg.
Lungfiskarna växte uppmärksamhet i Sverige, och med de nya erfarenheterna publicerade Pinter och Jacobsson gemensamt boken Hur vi odlar akvariefisk 1952.
År 1957 sålde Paul Jacobsson sitt företag till Tage Ståhl, med förändrade arbetsuppgifter för Pinter, som då även arbetade en tid hos Gösta Stenborg i Stockholms Akvarieaffär.

#### Skansen
År 1958 värvades Pinter  till Skansens zoologiska avdelning, där han som djurvårdare fick ansvaret att bland annat sköta om en liten akvarieavdelning i det så kallade Djurhuset på nedre Solliden, Skansens gamla aphus ritat av Ragnar Hjorth, som akvaristen Ulf Hannerz, då känd från tv-programmet Kvitt eller dubbelt, donerade till Skansen 1957. Pinter arbetade i Djurhuset även med andra djur som apor och papegojfåglar, medan fritiden i ökande takt ägnades åt publikationer.

#### Odling av akvariefisk
Helmut Pinters mest kända bok Handbuch der Aquarienfischzucht kom ut först på tyska 1966, sedan på svenska 1967 med titeln "Odling av akvariefisk". I boken berättar han hur man odlar 46 ciklidarter, vilket var ungefär så många arter som sammanlagt gick att hitta i svenska zoobutiker vid den tiden. Boken blev något av en bibel för akvarister över hela världen och den följdes av en rad publikationer på svenska, engelska och tyska, varav Pinter var medförfattare till den av Ragnar Olsson 1969 utgivna Alles über das Aquarium.

#### 1:e djurvårdare
Helmut Pinter avancerade 1965 till 1:e djurvårdare, när han efterträdde Sven Rydh som ansvarig han för Skansens primatavdelning, först i det gamla "Djurhuset" och från 1970-talet i det nyöppnade aphuset ritat av Holger Blom, där Skansen höll gibboner, schimpanser och krabbmakaker, djurarter vilka kräver särskilda kunskaper och medicinska kunskaper, eftersom de bland annat kan bära på zoonoser, sjukdomar som kan överföras mellan djur och människor.

### Svensk pionjär inom kemisk imobilisering
Under 1960-talet introducerade Pinter i Sverige en helt ny teknik för nedsövning av djurparksdjur. I stället för att som tidigare fånga djuren med håv och söva dem med eter kunde man nu skjuta bedövningspilar med ett gevär och således söva djuret från flera meters håll. Tekniken och tabellerna importerades från Tyskland och används, om än utvecklad och förfinad, än idag.

#### Sveriges första djurvårdarutbildning
När svenska undersköterskor fick ett lönelyft efter att man introducerat en yrkesutbildning varefter de befordrades från biträden till undersköterskor, väcktes frågan om Skansens djurvårdarpersonal också kunde löneavancera med hjälp av en särskild yrkesutbildning. Frågan utreddes av fackförbundet Statsanställdas Förbund, vilket utmynnade i ett samarbete med Enskede Gårds gymnasium i Stockholm, som organiserade flera yrkesutbildningar. Via sitt fackförbund engagerade sig Pinter i detta förslag, och medverkade till grundande av en utbildning för djurvårdare till djurparker. Pinter var också med aktivt och byggde upp denna utbildning för djurvårdare, och han var en dag i veckan lärare i djurvård på Enskede Gårds Gymnasium mellan 1970 och 1989. Det första han gav sina elever att läsa i skolan var en kort uppsats av en schweizisk djurskötare i Basel Zoo, med titeln "Det sista ansvaret vilar hos djurskötaren". Via Statsanställdas Förbund ordnade han också resestipendier, så att Skansens djurvårdare kunde resa och göra studiebesök och praktik i utländska djurparker.

#### Pensionering från Skansen
År 1984 gick Pinter i pension. Han hade då under drygt 25 år på Skansen tjänstgjort under tre Skansendirektörer:  Gösta Berg, Nils Erik Bæhrendtz och Eva Nordenson. Han fortsatte dock som lärare på Enskede gård fram till 1989.

#### Författare på heltid
Pinter fick mer tid att skriva och publicerade mellan 1984 och 2000 minst 12 böcker; med den sista avrundade han 50 års dokumenterande av personliga erfarenheter inom djurhållning. I stor uträckning illustrerade han också sina böcker med egna foton, vilket i synnerhet vid fotografering av akvariefiskar genom reflekterande glas erbjöd en teknisk utmaning med den tidens kameror. Pinters artiklar, böcker och fotografier har citerats i andras publikationer, och han översatte och bearbetade till svenska från tyska ett antal böcker om djur av andra författare.

#### Sista åren
Pinter var tack vare sina böcker känd för sina kunskaper även i internationella sammanhang, och var under flera år föredragshållare i tysktalande länders konferenser och "Vivaristik-Symposium". Under många år var han också föredragshållare hos svenska lokala akvarieföreningar, och höll 2003 sitt sista föredrag i Örebro akvarieklubb.
Helmut Pinter avled 4 april 2017 i Enköping och begravdes den 4 maj på Nyeds kyrkogård.

## Utmärkelser
Helmut Pinter tilldelades av Sveriges Akvarieföreningars Riksförbund (SARF) 1967 utmärkelsen Akvariets Oscar för sina mångåriga insatser för akvariehobbyn. Utdelningen, daterad 3 mars 1968, med motiveringen (förkortad):
| ”                                                  | Helmut Pinter har under en lång rad av år i tal och skrift verkat för akvariehobbyns utbredning och fördjupning i Sverige. Genom artiklar i utländska akvarietidskrifter har han även blivit en av våra mest kända akvarister internationellt sett och man har där erfarit att även de nordiska länderna är plats för aktiva insatser av intresserade och kunniga akvarister. Sina mångåriga erfarenheter och sitt gedigna kunnande har Helmut Pinter frikostigt ställt till förfogande i sin bok "Odling av akvariefisk" vars utgivande på svenska utan tvekan måste betecknas som den största akvaristiska händelsen under 1967. Boken fick ett oerhört gott mottagande och otaliga akvarievänner har betygat att den för dem är en oskattbar tillgång i utövandet av hobbyn. | „ |
| – 3 mars 1968, Gunnar Lundin, Tidskriften Akvariet | |   |